# Yulunggul
Yulunggul, Julungsul eller Yurlunggur, en jättelik orm i Oceaniens mytologi bland urinvånarna i Arnhem Land i norra Australien.